# Església de San Pedro Apóstol
L'església de San Pedro Apóstol és un temple gòtic del segle xiv situat al casc vell de Vitòria, entre els carrers Ferreria i Siervos de Jesús, de la ciutat de Vitòria (Àlaba, País Basc, Espanya). Per la puresa de la seva arquitectura interior i la seva riquesa escultòrica, és considerat un dels més bells temples gòtics del nord d'Espanya. Bé d'Interès Cultural (BIC), és Monument Històric-Artístic Nacional des de 1931.

## Descripció
Adossat a la muralla de ponent, la major part de la fàbrica correspon al segle xiv. La torre és barroca, amb cub del segle xvii i chapitel del segle xviii, obra de Valerio de Ascorbe, molt semblant al de la torre de la propera església de San Miguel Arcángel. Entre 1892 i 1896 va sofrir una restauració de la qual es conserva el pòrtic neogòtic en el costat sud, obra de l'arquitecte de Vitòria Fausto Íñiguez de Betolaza. Les vidrieres, fabricades en Bordeus, per la casa Dagrant, van ser col·locades entre 1861 i 1901.

### La fàbrica

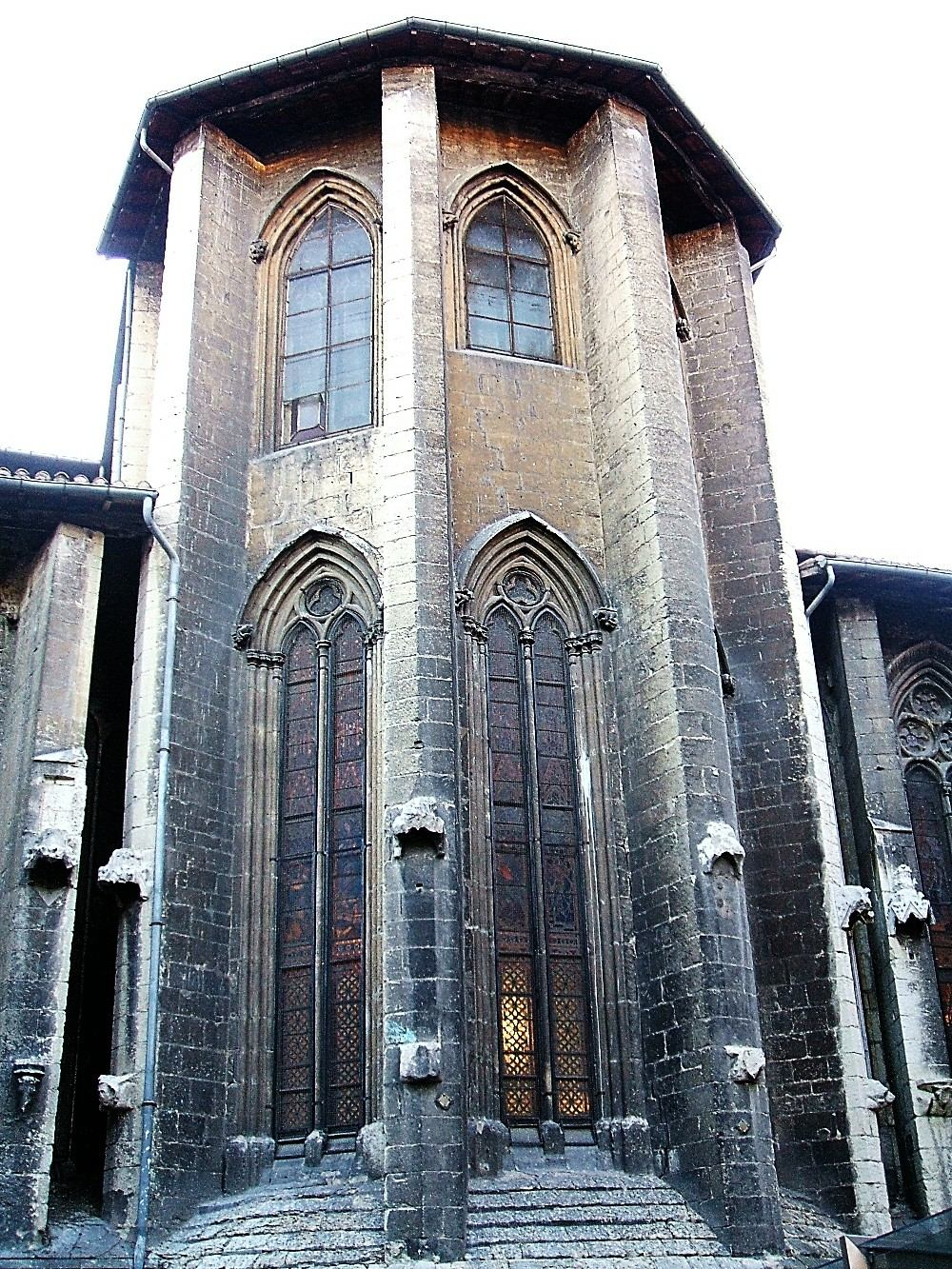
Absis de l'església.

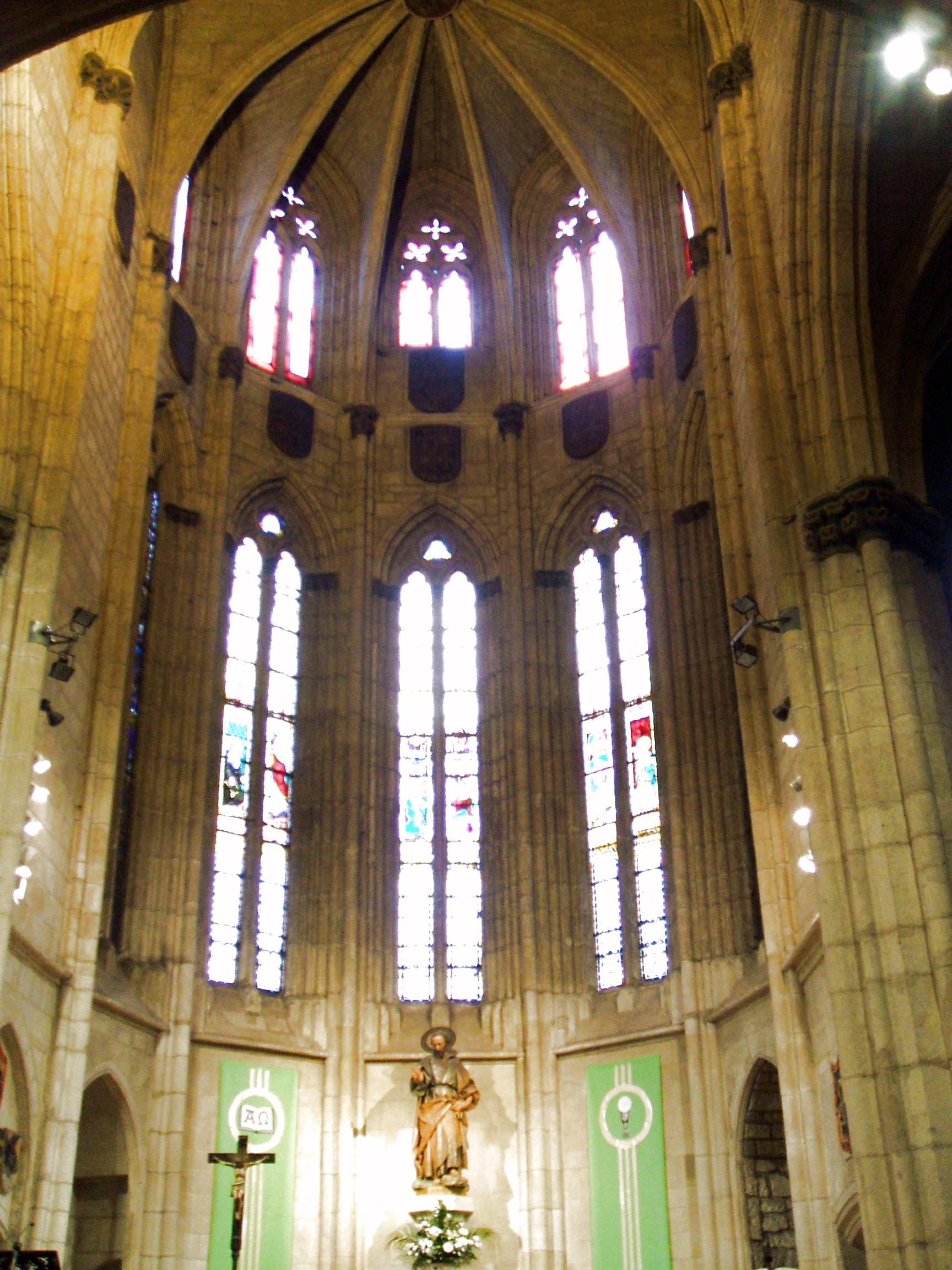
Capçalera de l'església.

L'església té planta de creu llatina, amb tres naus curtes dividides en tres trams, sent la nau central de major alçada que les laterals, i nau transversal o transsepte de quatre trams més el creuer. Tots els trams estan coberts amb avoltats d'arc de creueria senzilla, excepte l'anterior de la nau central, sobre el cor, que és de volta amb tercelets. Les interseccions dels nervis porten claus decorades.
Els pilars són de nucli cilíndric vuitavat amb quatre columnetes adossades o ben quadrats. Els que conformen el creuer, el transsepte i el tercer tram de la nau central estan units per arcs diafragmes en entib, set en total, per enfortir la fàbrica de l'estructura. Els capitells dels pilars mostren una fina decoració de cardines, vinyes, rosàcies, fileres de fullatge i altres elements vegetals, formant una faixa contínua.
La nau de l'Evangeli (septentrional) s'obre a capelles laterals. La nau de l'Epístola (meridional), que és més estreta, dona a la sagristia i a la Capella dels Salvatierra-Adurza. Des del braç meridional del transsepte s'accedeix al baptisteri i a l'anomenat Pòrtic Vell. El peu de l'edifici està tapiat per haver discorregut adossada a aquest llenç l'antiga muralla de la ciutat.
La capçalera està constituïda per un absis principal heptagonal i tres absidioles pentagonals, un al seu costat dret i dos a l'esquerre, en els quals s'obren finestrals allargats, amb arcs apuntats i baquetons en arquivoltes i brancals. Presenten fins mainells i timpans calats per obertures trilobulades en la capella major i per òculs tangents florejats en les laterals. En l'absis de la capella major existeix a més una altra sèrie de finestrals superposats als anteriors: són de menor vessament i tenen també trencallums i timpans oberts per tres rosetes quadrifoliades. L'esveltesa i elegància d'aquesta capçalera recorden l'arquitectura dels temples de les ordres mendicantes de Dominics i Franciscans.

### Mobiliari interior

#### Capella Salvatierra-Adurza

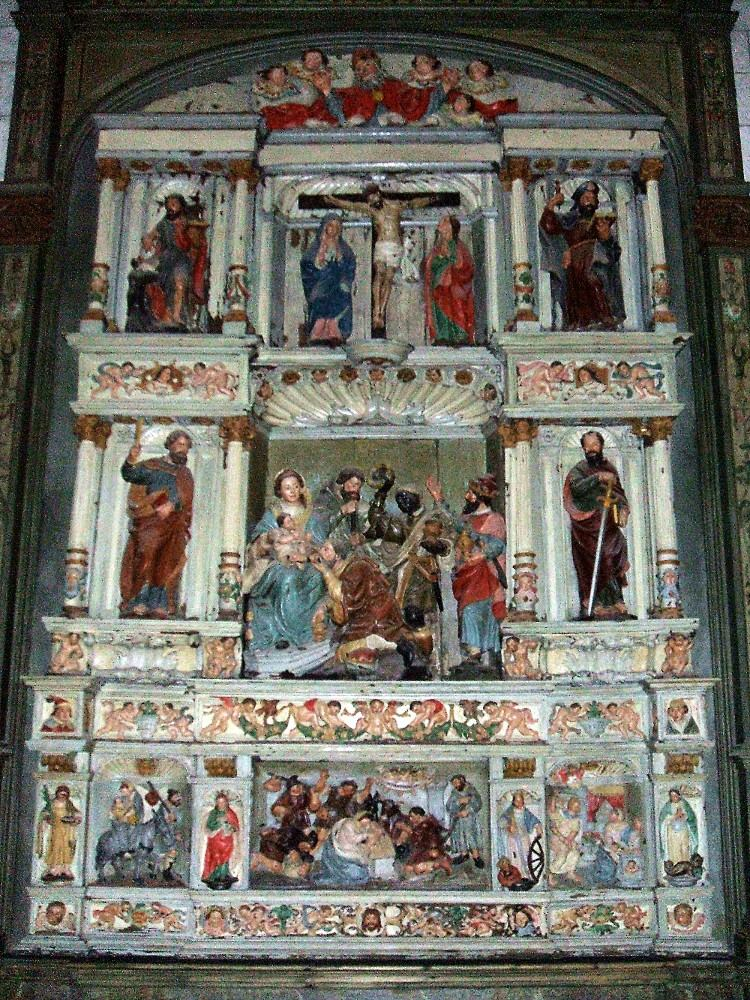
Retaule de Los Reyes.

Fundada en 1567 per Diego Martínez de Salvatierra i Antonia Martínez de Adurza, té volta estavellada. Va quedar convertida en el passatge d'accés a les naus quan es va obrir el pòrtic neogòtic. Conté el sepulcre plateresc del fundador, recolzat sota arcs de mig punt amb intradós encoixinat i flanquejat per dues columnes adossades d'ordre corinti. En la paret d'al davant penja un Crist crucifixat. Des de 1567 fins a finals del segle xx aquesta capella va contenir un conjunt funerari format pel Descendiment, oli anònim sobre taula copiat de Hugo van der Goes, i tres relleus daurats i policromats amb les efígies dels fundadors i Crist Ressuscitat. En l'actualitat, aquestes peces es conserven en el museu Diocesà d'Art Sacre d'Àlaba.

#### Tram meridional del transsepte
Amb volta de tercelets, conté el retaule dels Reis, obra plateresca avançada del segle xvi produïda pel cercle de l'escultor de Vitòria, Juan de Ayala, que antigament va presidir la Capella Salvatierra-Adurza. Maçoneria de tres carrers i dos cossos. En la predel·la o banc figuren, entre imatges de Sants, les escenes de L'Anunciació, el Naixement i La Fugida a Egipte. En el centre, L'Epifania i les efígies de Sant Pere i Sant Pau. En el cos superior, El Calvari entre les imatges de Santiago Pelegrino i Sant Joan. En l'àtic, relleu del Pare Etern. Al davant, el retaule del Sant Ángel, peça barroca facturada en 1624 per Juan de Angulo, procedent de la desapareguda església de Sant Ildefons. A la seva dreta, el baptisteri, amb una talla de la Verge de l'Amor Bell, de 1785.
<galeria>
Fitxer:Vitoria - San Pedro 39 - Retaule de los Reyes2.JPG|Epifania.
Fitxer:Vitoria - San Pedro 39 - Retaule de los Reyes4.JPG|Adoració dels Pastors.
Fitxer:Vitoria - San Pedro 39 - Retaule de los Reyes6.JPG|Calvari.
</galeria>

#### Capella de Nuestra Señora de Gracia

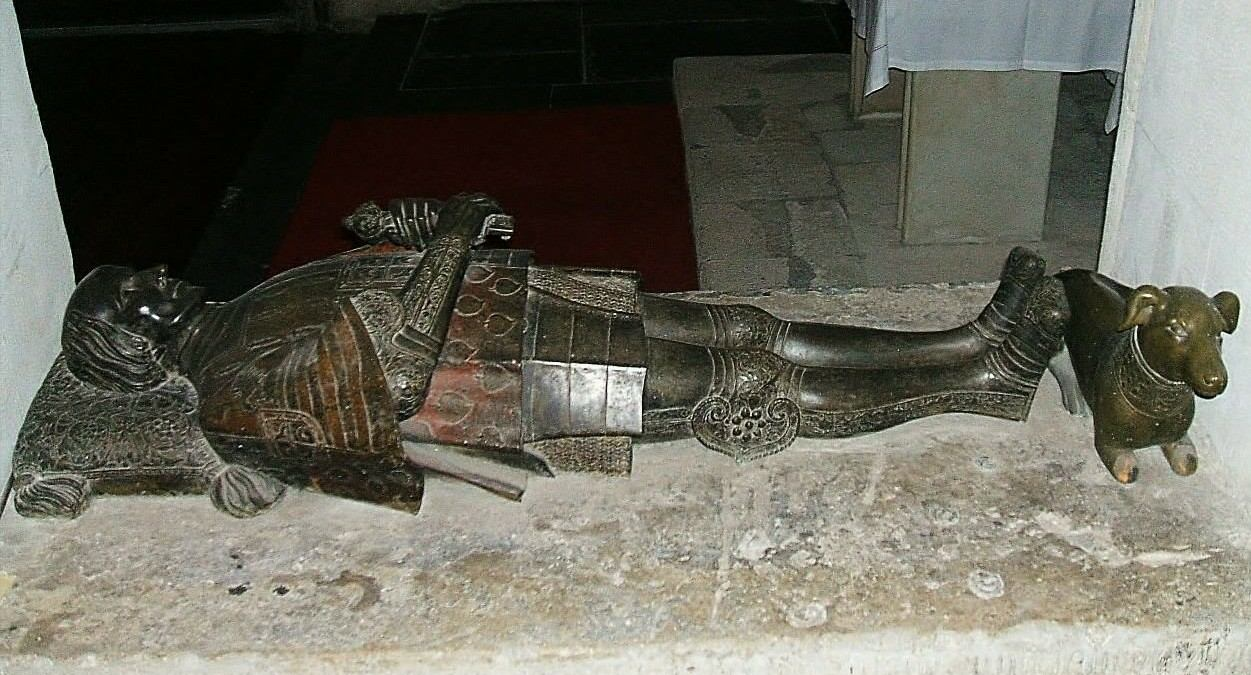
Sepulcre de Pedro Martínez d'Àlaba.

Condicionada en l'absidiola que perllonga la nau de l'Epístola, protegeix una imatge mariana en pedra d'últims del segle xiv o començaments del segle xv.

#### Capella Major i presbiteri
Després de l'altar, la imatge de Sant Pere, obra moderna, de 1901, realitzada per l'escultor Font. L'espai acull quatre sepulcres. En el costat esquerre del presbiteri, obrint obertura amb la capella de San Isidro i sota arcsoli escarser amb trasdós apuntat que corona cinc escuts nobiliaris policromats, se situa el sepulcre de Pedro Martínez d'Àlaba, amb embalum jacent finament treballat en bronze, de la primera meitat del segle xvi. Al seu costat, en el vuitavat contigu de l'absis, el sepulcre del seu fill Diego de Álava y Esquivel, bisbe de'Astorga, Àvila i Còrdova, assistent al Concili de Trento i mort en 1562. En el vuitavat del seu front, en el costat dret de l'absis, sepulcre amb embalum orant en bronze de finals del segle xvi de Juan Ruiz de Vergara, diputat general d'Àlaba en 1585. Al seu costat, en el presbiteri, sota un altre arcsoli que obre obertura amb la capella de Nuestra Señora de Gracia, el sepulcre jacent deDiego Martínez de Álava, datable en els últims anys del segle xiv.

#### Capella de San Isidro

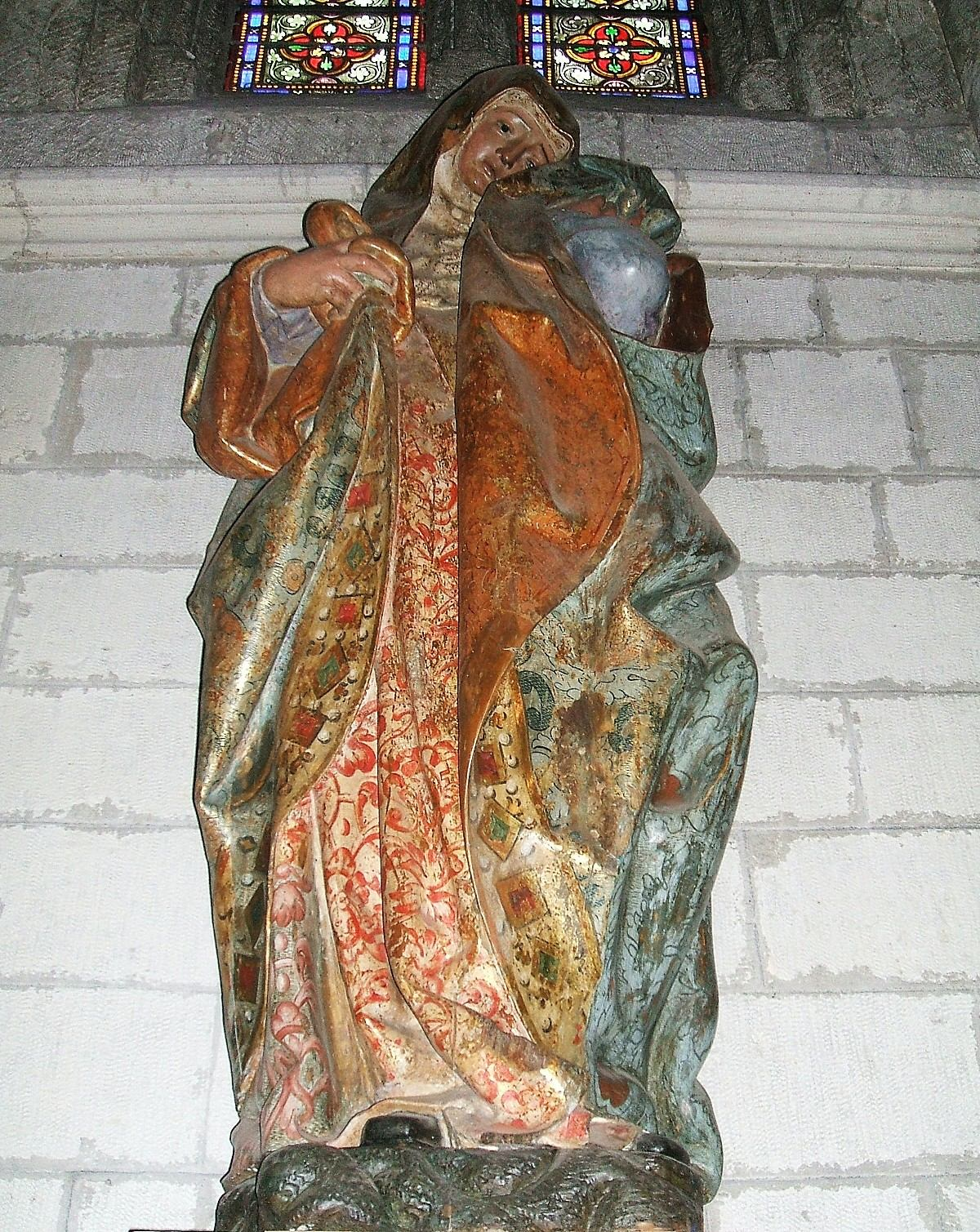
Verge de Los Dolores.

Condicionada en l'absidiola que perllonga la nau de l'Evangeli, conté un relleu quadrat amb la imatge del Sant titular, del segle xvii, i un sepulcre dels García de Estella, plateresc del segle xvi.

#### Capella del Sagrari o de la Dolorosa
Condicionada en l'absidiola més al nord, atresora la imatge de la Verge dels Dolors, del segle xvii, atribuïda a Gregorio Fernández o bé a l'escola de Juan de Juni. Es tracta d'una talla daurada i estofada, procedent del demolit Convent de Vitòria de San Francisco. Al costat d'ella, en l'espai corresponent a la prolongació del presbiteri, el sepulcre jacent sota arcsoli de María Martínez de Orraindi. Al seu front, sobre un pilar, una talla de San Lucas, que antigament va presidir la capella homònima, avui de San Antonio, datada en 1590.

#### Capella de la Vírgen de Estíbaliz
Situada en l'últim tram del braç septentrional del transsepte, després d'ell s'obria la portada gòtica visible des de l'exterior. Retaule de la Verge d'Estíbaliz. En la testera es conserva una petita tribuna decorativa, a manera de fals trifori. Al seu front, sobre un pilar, una talla de Sant Antoni Abat.

#### Capilla de la Virgen del Pilar
Retaule barroc de la Verge del Pilar

#### Capella de San Antonio
Anteriorment anomenada de San Lucas, és obra de cap a 1590 i té volta estavellada. Retaule neogòtic de Sant Antoni de Pàdua. El sepulcre de María Martínez de Orraindi, qui va manar construir la capella per ser enterrada en ella, i l'esmentada talla de San Lucas, van estar originalment aquí.

#### Cor i sotacor
El cor és de finals del segle xv i el gran orgue, modern, construït per Juan Melcher, data de 1925. En el sotacor, retaule barroc del Sant Crist i imatge del crucificat, d'entorn de 1600.

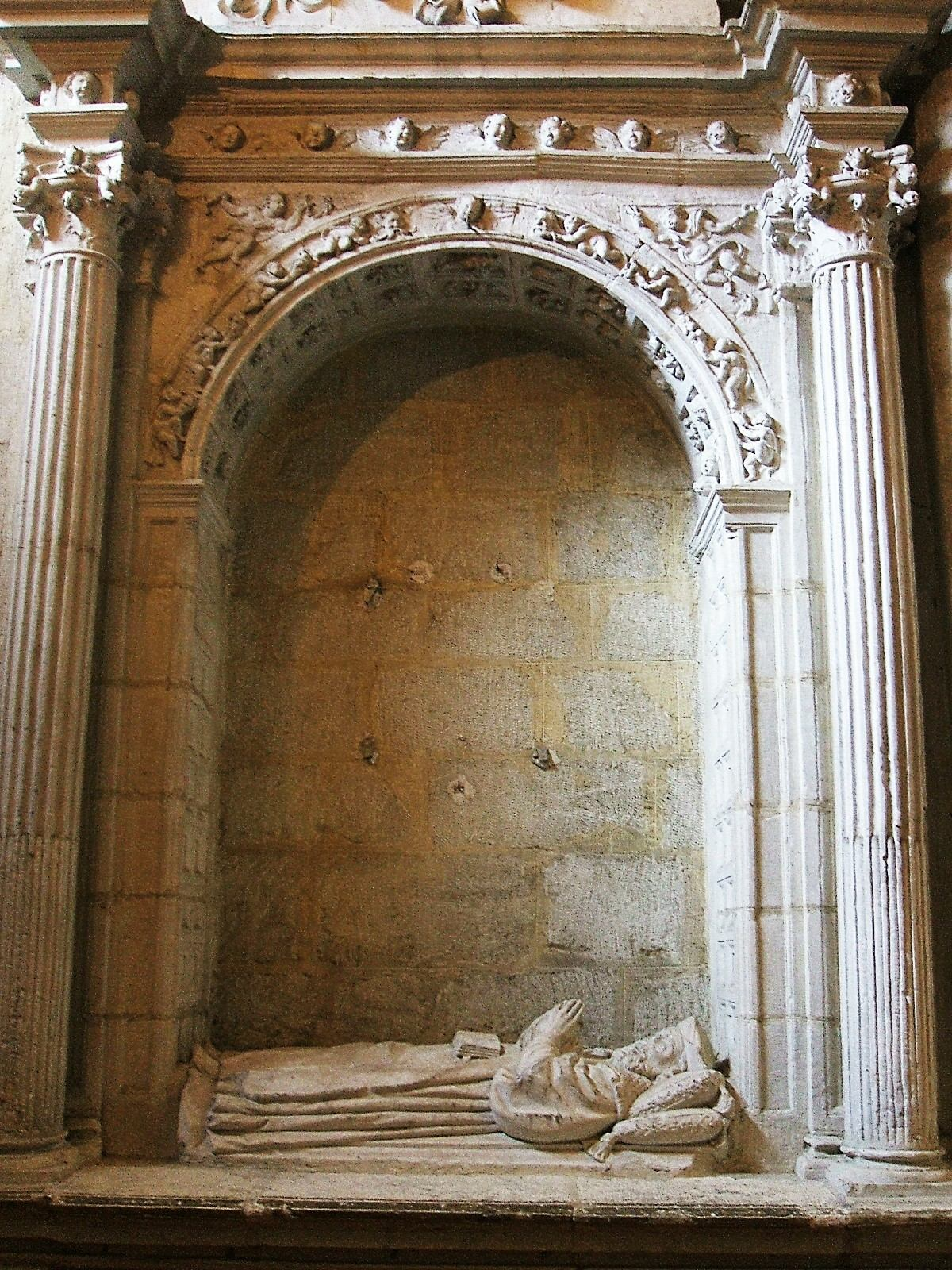
Don Diego Mtz. de Salvatierra.
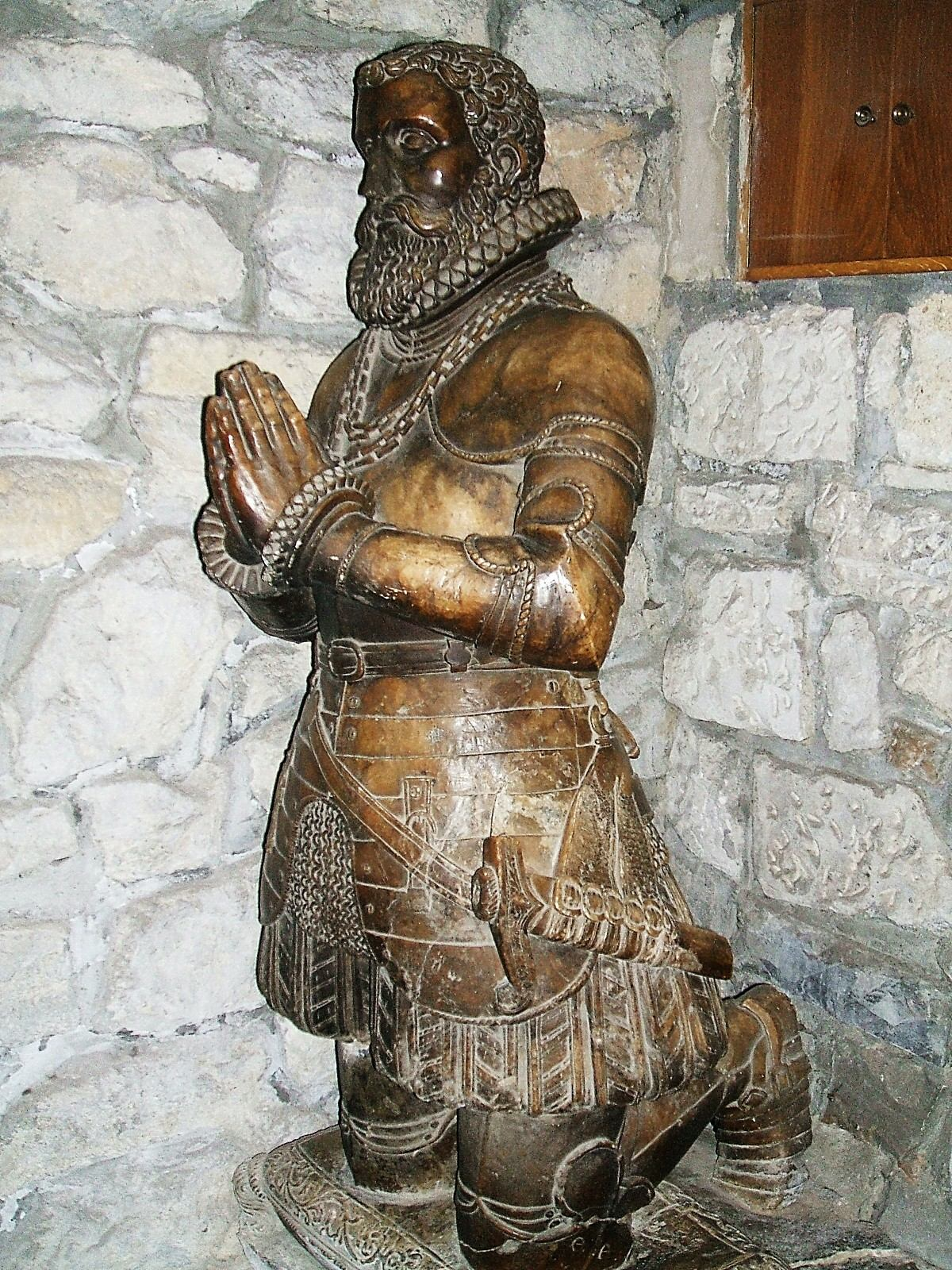
Don Juan Ruiz de Vergara.
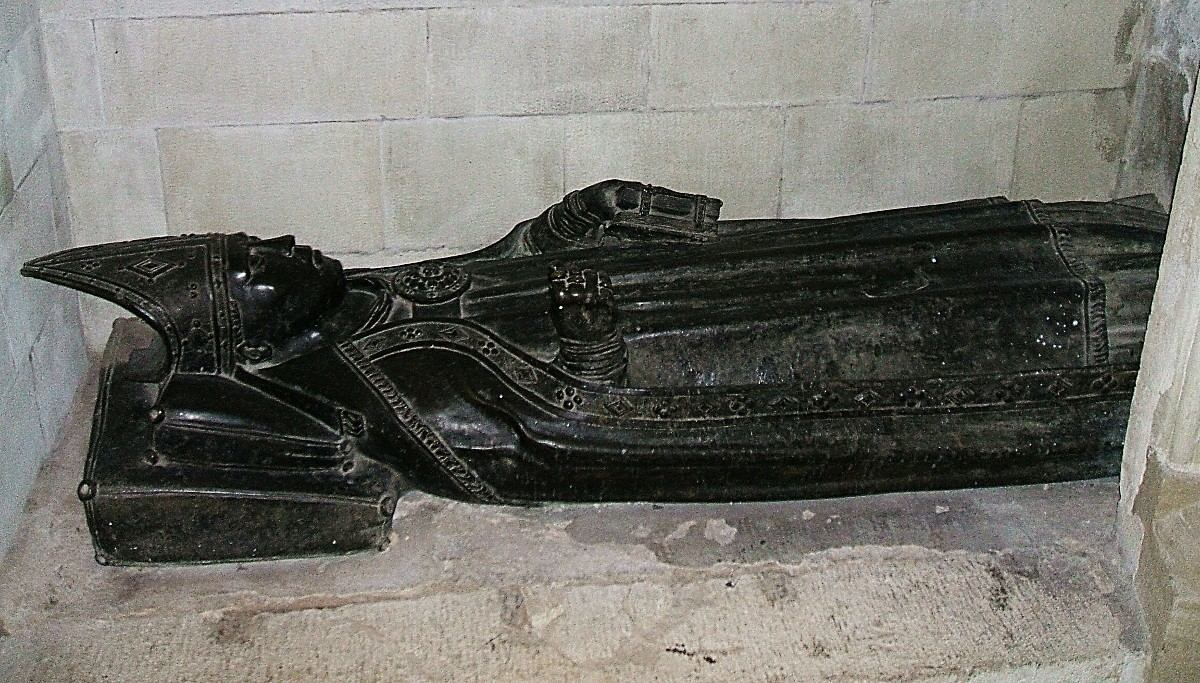
Bisbe Don Diego de Álava Esquível.
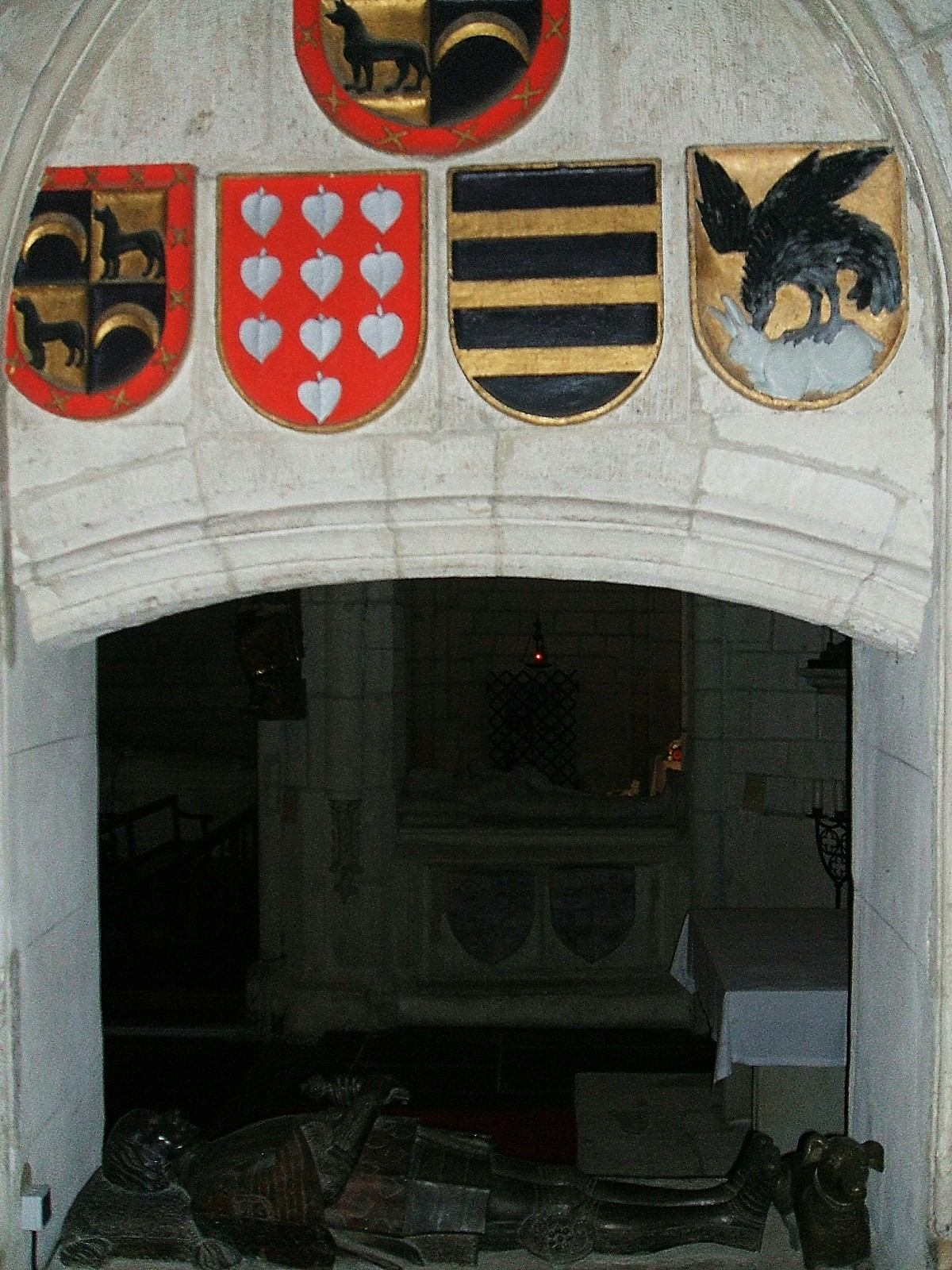
Don Pedro Mtz. de Álava.
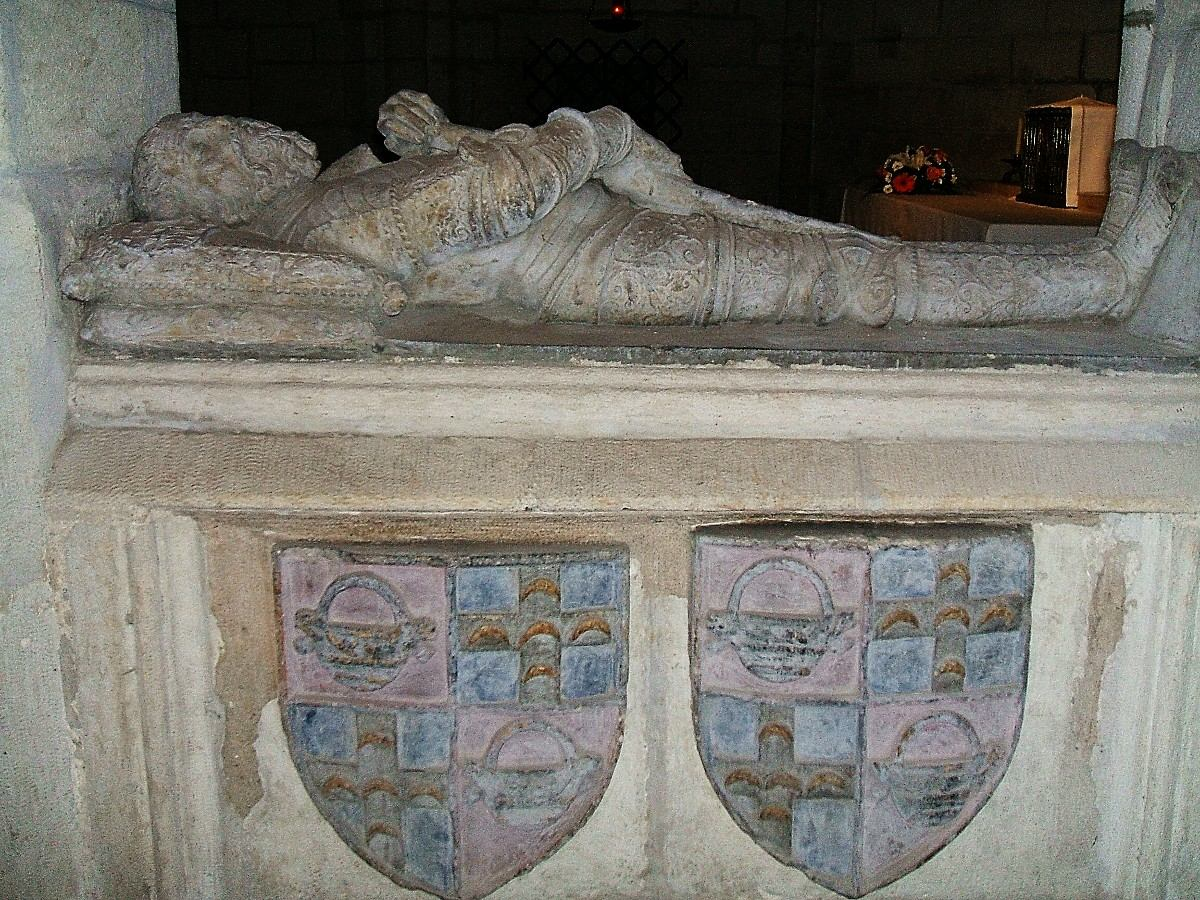
Don Diego Martínez de Álava.
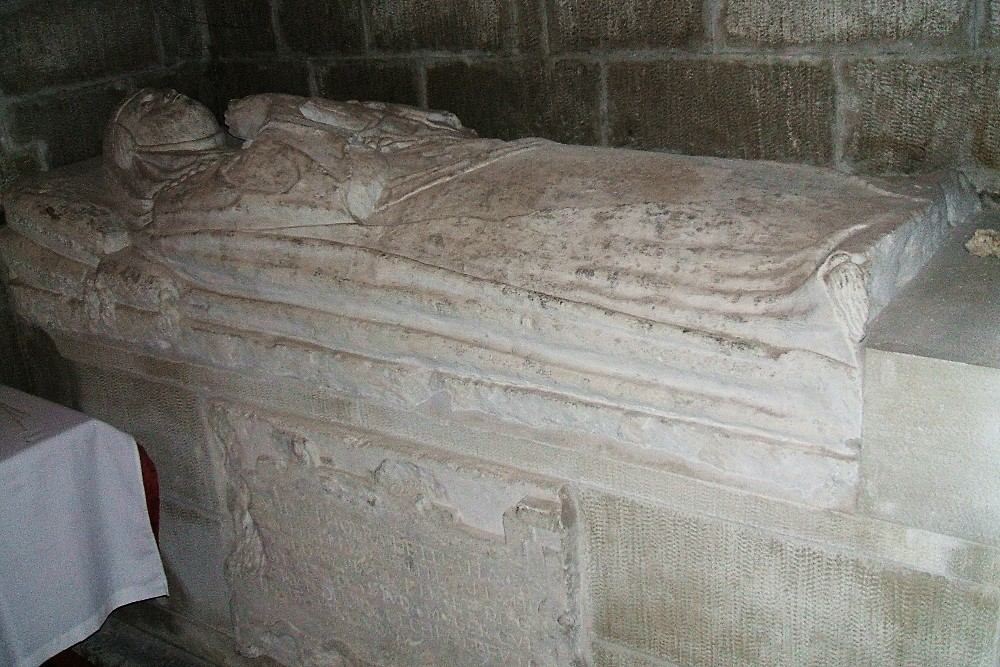
Donya María Martínez de Orraindi.

### El pòrtic vell
Especial valor artístic atresora el pòrtic del costat de llevant, també del segle xiv, que antigament permetia l'accés al temple per la seva capçalera i que dona al carrer Ferreria. És Monument Històric-Artístic Nacional. La construcció damunt d'ell de la torre barroca va ocasionar algunes alteracions en la seva arquitectura, encara que va respectar les valuoses talles llaurades en pedra. La portada s'articula mitjançant arquivoltes apuntades decorades que acullen un ampli timpà seccionat en quatre faixes. La part inferior se centra en escenes de la vida de la Mare de Déu i la infància de Crist, mentre que la resta ho fa en els moments més importants de la vida de Sant Pere Apòstol, l'apòstol tutelar del temple. La seqüència comença amb la trucada de Crist al Pescador de Tiberíades i acaba, en l'extrem superior, amb el martiri de l'apòstol.
En la part baixa de la portada es recolzen les talles policromades dels dotze apòstols, quatre d'elles situades en els brancals i les altres discorrent pels murs del pòrtic. En el trencallums que separa les dues portes emmarcades per sengles arcs escarsers amb intradosos trilobulats se situa Santa Maria en majestat, també policromada, que trepitja al drac infernal i sosté al Nen Jesús, avui escapçat. Els embalums es recolzen en pedestals amb relleus historiats i es cobreixen amb pinacles truncats i gablets. Són estàtues expressives i naturalistes, d'harmònica elegància, que recorden l'estil gòtic de la Catedral d'Amiens. El Pòrtic es troba guarnit després d'una cancel·la de ferro i una malla per impedir passar a les abundants colomes que poblen la zona.

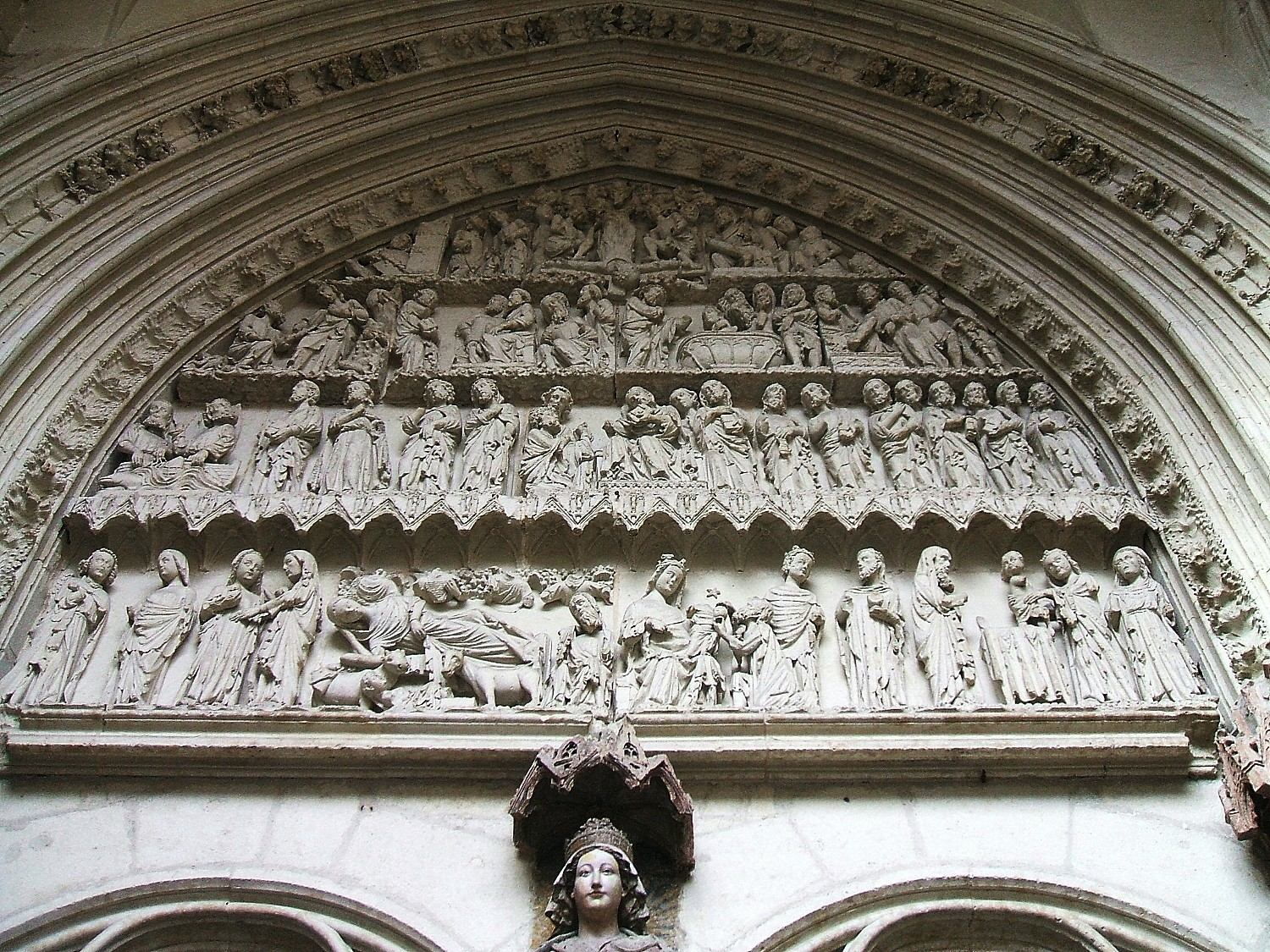
Pòrtic Vell, timpà.
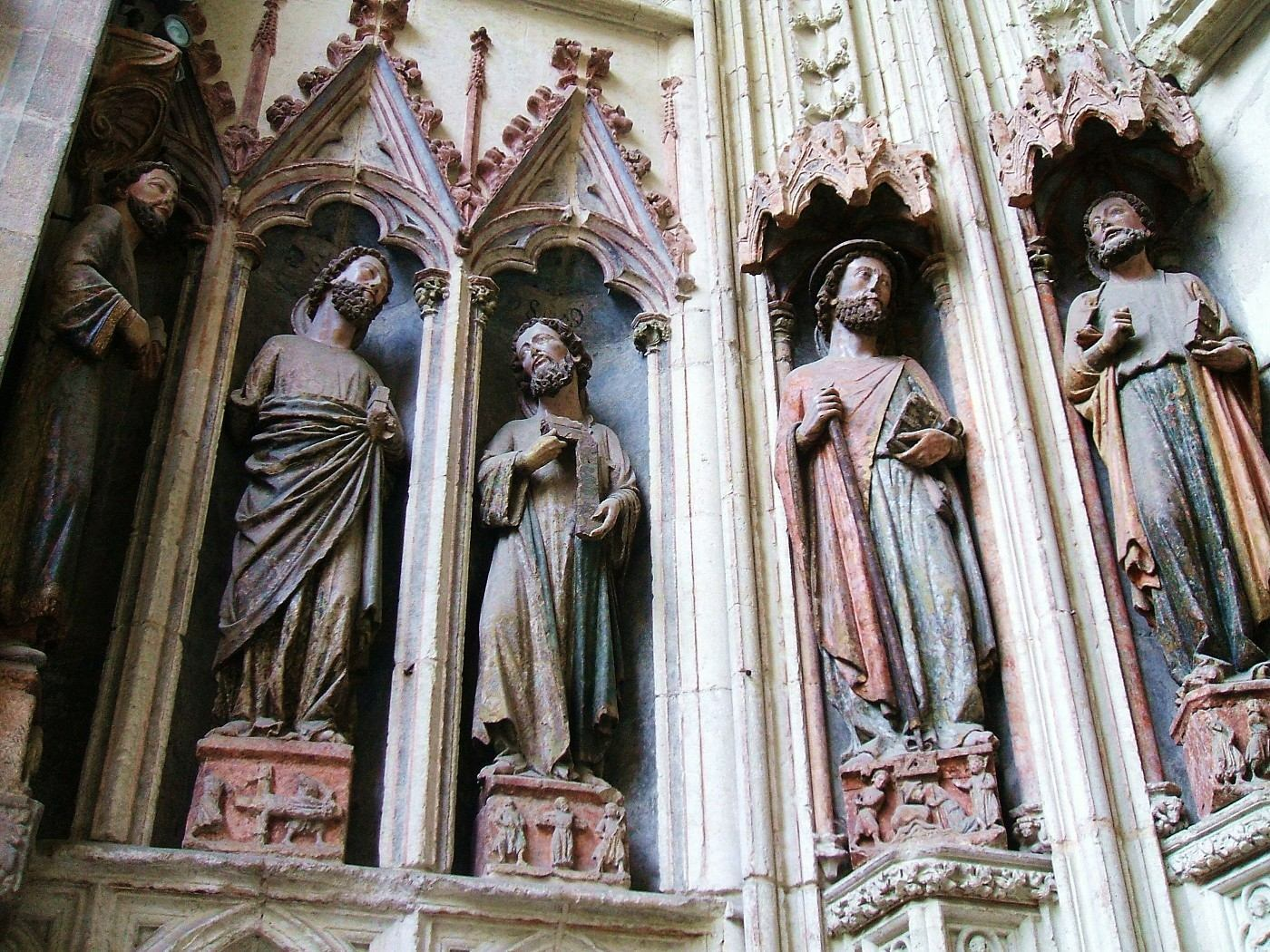
Pòrtic Vell, apostolat.
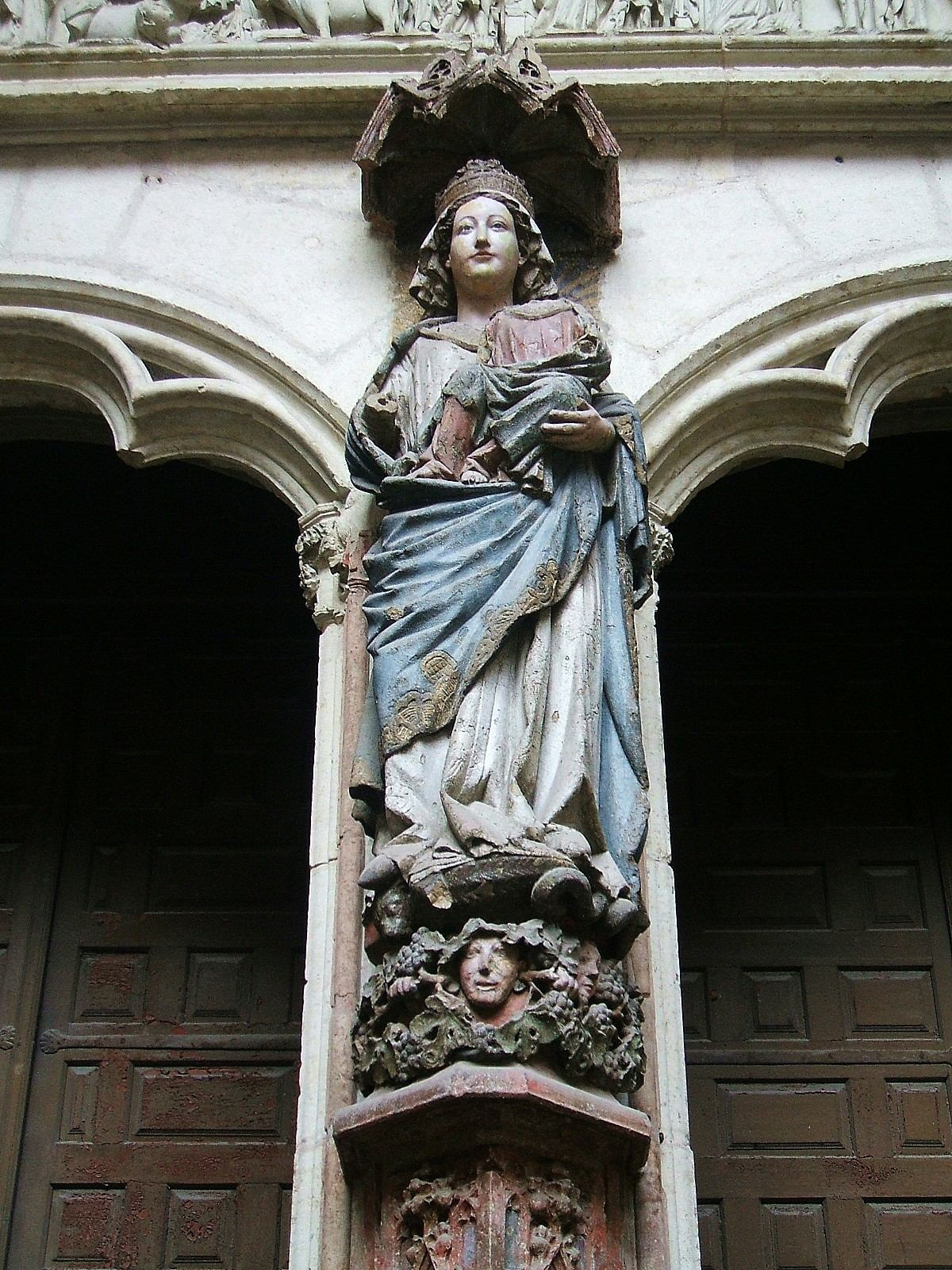
òrtic Verge amb el Nen.

## Activitat cultural
A més de les visites guiades, la parròquia és l'escenari des de l'any 2001 d'unes audicions d'orgue executades durant el període estival per l'Organista Titular Floren Unzueta i organitzades per l'Ajuntament de Vitòria-Gasteiz. En elles, després de delectar-se amb unes obres especialment escollides pel mestre, es convida a l'oïdor a pujar al cor del temple on Unzueta li introduirà breument a l'orgue amb una explicació didàctica d'aquest.